# ریو چئونان
ریو چئونان (انگلیسی: Ryo Chonan؛ زادهٔ ۸ اکتبر ۱۹۷۶) ورزشکار هنرهای رزمی ترکیبی و کاراته‌کا اهل ژاپن است.